# Liste der Monuments historiques in Ville-d’Avray
Die Liste der Monuments historiques in Ville-d’Avray führt die Monuments historiques in der französischen Gemeinde Ville-d’Avray auf.

## Liste der Bauwerke
| Bezeichnung                     | Beschreibung | Standort                                        | Kennzeichnung | Schutzstatus   | Datum     | Bild           |
| ------------------------------- | ------------ | ----------------------------------------------- | ------------- | -------------- | --------- | -------------- |
| Schloss Thierry                 |              | 10, rue de Marnes (Lage)                        | PA00088161    | Inscrit        | 1973      | weitere Bilder |
| Kirche Saint-Nicolas-Saint-Marc |              | Place Charles-de-Gaulle 4, rue de Sèvres (Lage) | PA00088162    | Classé Inscrit | 1928 1934 | weitere Bilder |
| Fontaine du Roi                 |              | 1, rue de Saint-Cloud (Lage)                    | PA00088163    | Classé         | 1942      | weitere Bilder |
| Park Saint-Cloud                |              | (Lage)                                          | PA00133026    | Classé         | 1994      | weitere Bilder |
| Villa Augier-Prouvost           |              | 17, avenue de Balzac (Lage)                     | PA00088164    | Inscrit        | 1975      | weitere Bilder |
| Villa Hefferlin                 |              | 33, rue de Marnes (Lage)                        | PA00088165    | Inscrit        | 1974      | weitere Bilder |

## Liste der Objekte

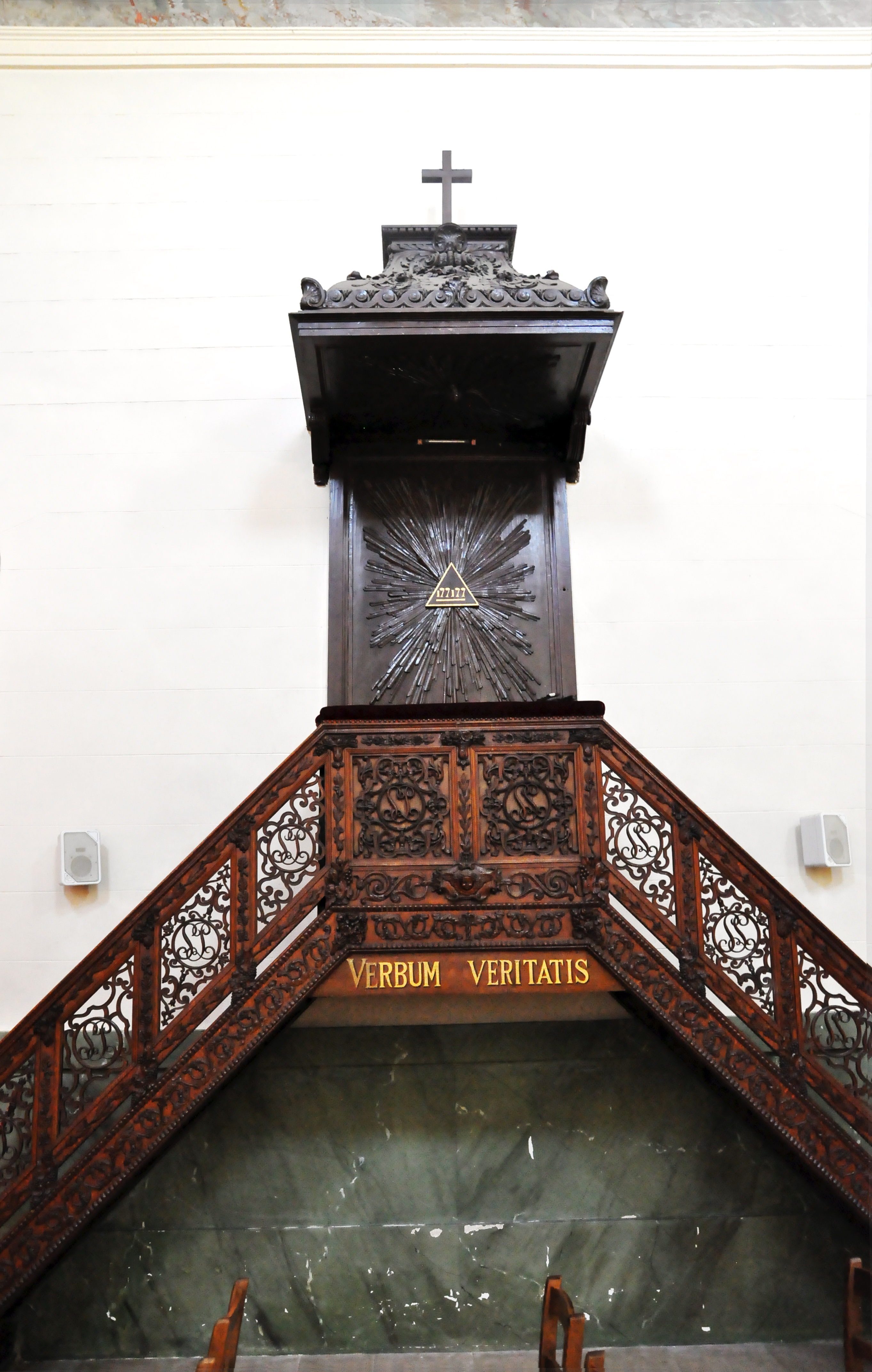
Kanzel in der St-Nicolas-St-Marc

- Monuments historiques (Objekte) in Ville-d’Avray in der Base Palissy des französischen Kultusministeriums